# Уорд, Кэтрин
Кэ́трин Уо́рд (англ. Catherine Ward; род. 27 февраля 1987, Монреаль, Квебек) — канадская хоккейная защитница и тренер. Олимпийская чемпионка игр 2010 и 2014 годов, чемпионка мира 2012 года, трёхкратная серебряный призёрка чемпионатов мира.
В 32 года стала самым молодым членом Зала спортивной славы Макгиллского университета.